# Lusitânia Expresso (serviço ferroviário)
O Lusitânia Expresso, conhecido como Lusitania Express em Espanhol, foi um serviço ferroviário que ligou, entre 1943 e 1995, as localidades de Lisboa, em Portugal, e Madrid, em Espanha.

## Descrição
Este serviço unia as cidades de Madrid e Lisboa, em comboios feitos durante a noite. Era considerado um comboio de luxo, sendo composto por carruagens metálicas de primeira e segunda classes, e carruagens camas. Fazia-se normalmente cruzamento em Cáceres, e em Valência de Alcântara era feita a troca de locomotivas, sendo em 1993 as motoras utilizadas no percurso espanhol da Série 333 ou 319.3 da Red Nacional de Ferrocarriles Españoles. Entre o material motor utilizado em Portugal, encontraram-se as locomotivas da Série 1300.

## História

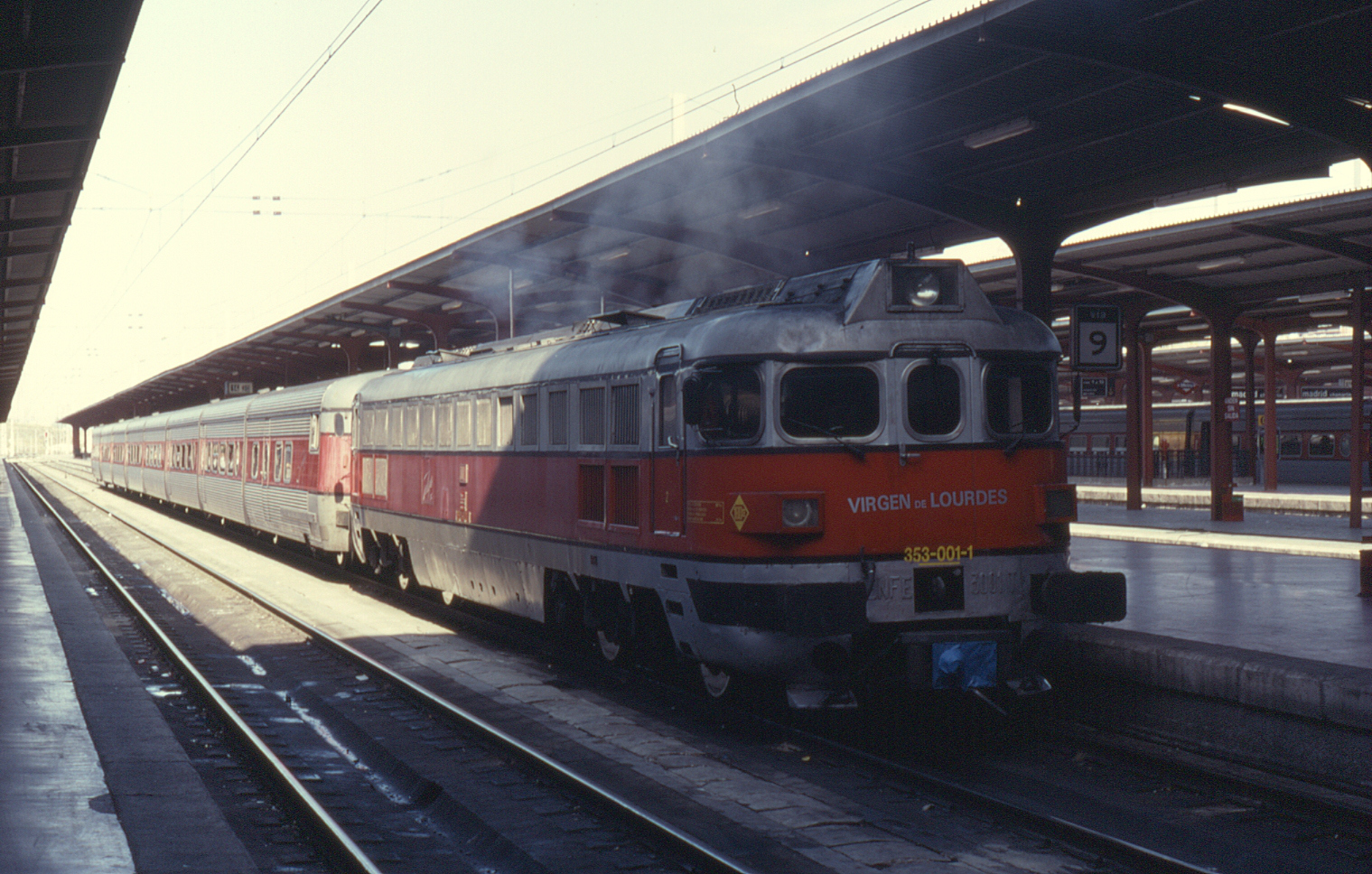
Estação de Madrid - Chamartín, em 1991

### Antecedentes e inauguração
Em 1937, realizou-se uma conferência entre as operadoras CP e Renfe, e a Compagnie Internationale des Wagons-Lits, com o objectivo de criar um serviço combinado entre os dois países, para facilitar o transporte de passageiros e mercadorias. Este comboio foi inaugurado em 23 de Julho de 1943.

### Operação
Em 1969, foram realizadas viagens a Madrid e Lisboa para jornalistas, no Lusitânia Expresso e no TER Lisboa Expresso, no âmbito das iniciativas de promoção turística "Primavera en España" e "Primavera em Portugal", organizadas em conjunto pela Companhia dos Caminhos de Ferro Portugueses e pela operadora Red Nacional de Ferrocarriles Españoles. A finalidade destas campanhas era anunciar os serviços de refeições a bordo, sem acréscimo nos preços dos bilhetes, de forma a captar mais clientes. Em 16 de Março de 1972, dá-se uma reunião em Salamanca entre as operadoras Caminhos de Ferro Portugueses e Red Nacional de Ferrocarriles Españoles, para alterar os horários do serviço
Em 1986, com a introdução de carruagens climatizadas, este serviço mudou de nome para Estrella Lusitânia, permanecendo, no entanto, com o mesmo percurso e natureza nocturna. No ano seguinte, foi iniciada a modalidade auto-expresso neste serviço.

### Extinção
Em 1995, foi substituído, junto com o Talgo Luís de Camões, pelo Lusitânia Comboio Hotel.